# Биологична кибернетика
Биологичната кибернетика е наука, която се занимава с процесите на управление и регулиране в организмите и екологичните системи.
В нейния обхват на изследване попадат процеси като регулиране на температурата на тялото, осмотичното равновесие, киселинно-алкалното равновесие на тялото, както и различни процеси на обмяната на веществата и тяхното регулиране чрез хормоните, но също така и действието и равновесието в екологията.
Осемте основни правила на биологичната кибернетика съгласно Фредерик Вестер.
- Отрицателната обратна връзка трябва да доминира над положителната обратна връзка.
- Работата на системата трябва да бъде независима от количественото нарастване.
- Системата трябва да работи функционално ориентирана, а не продукто-ориентирана
- Използване на наличните сили по метода на джиу-джицу, а не битка, както е при боксьора.
- Многократно използване на продуктите, функциите и структурите на организма.
- Рециклиране: Използване на циклични процеси за изхвърляне на отпадни продукти и отпадна вода.
- Симбиоза: Взаимно използване на различността чрез свързване и обмен
- Биологичен дизайн на продукти, методи и организационни форми чрез планиране с обратна връзка